# Jarft (Dorf)
Jarft war ein Ort im Kreis Heiligenbeil in Ostpreußen. Seine Ortsstelle befindet sich heute im Munizipalkreis Rajon Bagrationowsk (Stadtkreis Preußisch Eylau) in der Oblast Kaliningrad (Gebiet Königsberg (Preußen)) in Russland.

## Geographische Lage
Die Ortsstelle von Jarft liegt am Nordufer der Wituschka (deutsch namensgleich Jarft) im südlichen Westen der Oblast Kaliningrad, zehn Kilometer östlich der früheren Kreisstadt Heiligenbeil (russisch Mamonowo) bzw. 37 Kilometer nordwestlich der heutigen Rajonshauptstadt Bagrationowsk (deutsch Preußisch Eylau).

## Geschichte
Das einstige Muthyn war ein Gut mit Park und auch Teich und wurde 1258/62 erstmals urkundlich erwähnt. Nach 1417 nannte man den Ort Montigyen, nach 1437 Mutigeiten,     um 1455 Mutigeyten und auch Mattgeynen, nach 1565 Graft, nach 1732 Garft und nach 1785 schließlich Jarft.
Als Gutsbezirk kam Jarft 1874 zum neu errichteten Amtsbezirk Groß Rödersdorf (russisch Nowosjolowo) im ostpreußischen Kreis Heiligenbeil. Im Jahre 1910 zählte er 74 Einwohner.
Am 30. September 1928 schlossen sich die Gutsbezirke Jarft und Klein Rödersdorf zur neuen Landgemeinde Klein Rödersdorf zusammen.
In Kriegsfolge kam Jarft 1945 mit dem gesamten nördlichen Ostpreußen zur Sowjetunion. Dann aber verliert sich seine Spur, eine russische Namensgebung ist nicht bekannt, ebenso wenig die Zuordnung zu einem Dorfsowjet. Jarft gilt als untergegangen. Die Ortsstelle gehört jetzt zum Rajon Bagrationowsk (Stadtkreis Preußisch Eylau) in der russischen Oblast Kaliningrad (Gebiet Königsberg (Preußen)).

## Religion
Das Gutsdorf Jarft war bis 1945 in das Kirchspiel der evangelischen Kirche Bladiau (russisch Pjatidoroschnoje) in der Kirchenprovinz Ostpreußen der Kirche der Altpreußischen Union eingepfarrt.

## Verkehr
Die kaum noch wahrnehmbare Ortsstelle von Jarft befindet sich im Westen der Kommunalstraße 27A-157 (von Nowosjolowo (Groß Rödersdorf) nach Pjatidoroschnoje (Bladiau)) und ist über einen Abzweig bei der Ortsstelle von Klein Rödersdorf zu erreichen.